# Jesus College (Cambridge)
El Jesus College es uno de los colegios que constituyen la Universidad de Cambridge, en Inglaterra, Reino Unido. Fue fundado por John Alcock, que era obispo de Ely en 1496, en el lugar que era ocupado por un convento de monjas benedictinas. 
El nombre completo del colegio es The College of the Blessed Virgin Mary, Saint John the Evangelist, and the glorious Virgin Saint Radegund, near Cambridge (El colegio de la Bienaventurada Virgen María, San Juan el Evangelista y la gloriosa Virgen Radegunda, cerca de Cambridge). Su nombre común viene dado del nombre de su capilla: Jesus Chapel. Esta capilla fue fundada a principios del siglo XI. Es el edificio más antiguo que de Cambridge actualmente sigue en uso.
Cuando se fundó en 1496, el colegio estaba formado por los edificios del convento, es decir, la capilla, y los claustros. El refectorio de las monjas se convirtió en el comedor del colegio y el antiguo apartamento de la priora se convirtió en la residencia del director. Este conjunto de edificios sigue siendo el núcleo del colegio hasta el día de hoy. Esto explica su tenor arquitectónico claramente monástico, no común en los colegios, lo que lo distingue de otros colegios de Cambridge. Pronto se añadió una biblioteca, en una planta por encima del comedor, y la capilla fue modificada y reducida.
En el 500º aniversario de la fundación del colegio en 1996, se terminó la construcción de la nueva Biblioteca del Quinto Centeranio, diseñada por Elderd Evans y Davis Shaley, a la que siguió una nueva residencia.

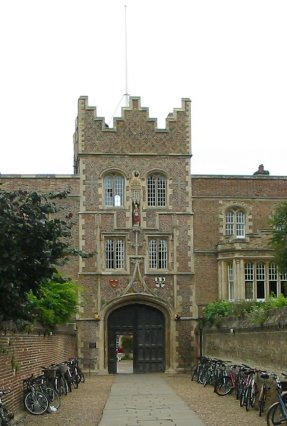
Entrada principal al College.

La universidad también es conocida por sus terrenos, que a diferencia de los del resto de colegios de Cambridge, son mucho más amplios. Por la parte trasera de Jesus Lane, todos los patios están abiertos al menos en uno de sus lados (con excepción del claustro). La entrada principal del colegio es un pasaje amurallado, llamado “Chimney”.
El Jesus College es uno de los pocos colegios permiten a cualquier persona que lo desee caminar por sus patios, con excepción del Primer piso, el claustro y aquellos en los que están las tumbas de las monjas del convento original. Ahora bien, este privilegio sólo es posible durante los meses de verano. Si bien es uno de los colegios más bonitos de Cambridge, el flujo de visitantes es menor que en otros colegios, ya que se encuentra más retirado del centro de la ciudad.
El profesor Robert Mair, miembro del St John’s y profesor de Ingeniería Geotécnica en la universidad, es director del Jesus College desde marzo de 2001. El Jesus College es el 6º college más rico de Cambridge, con un patrimonio de 127 millones de libras.
El colegio cuenta con dos coros, dirigidos por Mark Williams:
- El Jesus College Choir que está formado por estudiantes de ambos sexos, y cantan regularmente dos veces por semana en la capilla, es uno de los más importantes de Cambridge. Sus miembros son elegidos entre los propios estudiantes del colegio, pero también incluye coristas de otros colegios.
- El Jesus College Chapel Choir está formado por 20 coristas, y combina miembros del College Choir, y también cantan en las misas dos veces por semana en la capilla. Es único entre los coros de la Universidad ya que en él los coristas son voluntarios - es decir, vienen de cualquier parte de la ciudad, y no pertenecen a ningún coro en particular.